# Tilly (Yvelines)
Tilly település Franciaországban, Yvelines megyében. Lakosainak száma 529 fő (2022. január 1.). Tilly Berchères-sur-Vesgre, Le Mesnil-Simon, Saint-Ouen-Marchefroy, Boissets, Civry-la-Forêt, Dammartin-en-Serve, Flins-Neuve-Église, Mondreville és Montchauvet községekkel határos.

## Népesség
A település népessége az elmúlt években az alábbi módon változott:
| Lakosok száma | 545  | 540  | 541  | 529  | 522  | 516  | 509  | 517  | 529  |
|               | 2013 | 2015 | 2016 | 2017 | 2018 | 2019 | 2020 | 2021 | 2022 |